# Шиветице
Шиветице (слч. Šivetice) насељено је мјесто са административним статусом сеоске општине (слч. obec) у округу Ревуца, у Банскобистричком крају, Словачка Република.

## Становништво
| Година:    | 1994. | 2004.    | 2014.   | 2024.   |
| ---------- | ----- | -------- | ------- | ------- |
| Број људи: | 319   | 388      | 374     | 348     |
| Разлика:   |       | +21,63 % | -3,60 % | -6,95 % |

| Година:    | 2023. | 2024.   |
| ---------- | ----- | ------- |
| Број људи: | 351   | 348     |
| Разлика:   |       | -0,85 % |

Према подацима о броју становника из 2011. године насеље је имало 399 становника.